# Liste de fromageries québécoises
Cet article contient une liste de fromageries québécoises.

## Abitibi-Témiscamingue
- Fromabitibi (Montbeillard, fusionné à Rouyn-Noranda)
- Le Fromage au village (Lorrainville)
- La vache à Maillotte (La Sarre)
- Ferme Gasper (Landrienne)

## Bas Saint-Laurent, Gaspésie et Îles-de-la-Madeleine
- Ferme Natibo (Caplan)
- Fromagerie du Littoral (Baie-des-Sables)
- Fromagerie La Tête sur le Bio (Sainte-Luce)
- Fromagerie des Basques (Trois-Pistoles)
- Fromagerie du Pied-de-Vent (Havre-aux-Maisons)
- Fromagerie le mouton blanc (La Pocatière)
- Fromagerie Le détour (Notre-Dame-du-Lac)

## Centre-du-Québec
- La Moutonnière (Sainte-Hélène-de-Chester)
- La Fromagerie 1860 du Village (Warwick) (anciennement Fromages Côté - Fromage Kingsey)
- Fromagerie Princesse (Plessisville)
- Fromagerie du Rang 9 (Plessisville)
- Coopérative agricole Agrilait (Saint-Guillaume)
- Fromagerie Lemaire 1936 (Saint-Cyrille-de-Wendover)
- Fromagerie L'ancêtre (Bécancour)
- Fromagerie Victoria (Victoriaville)
- Fromagerie du Presbytère (Sainte-Élisabeth-de-Warwick)
- Fromagerie Ducharme (Saint-Rémi-de-Tingwick)

## Charlevoix
- Laiterie Charlevoix (Baie-Saint-Paul)
- Fromagerie Saint-Fidèle (La Malbaie)
- Maison d'affinage Maurice Dufour (Baie-Saint-Paul)
- Chèvrerie Charlevoix (La Malbaie)

## Chaudière-Appalaches
- Ferme Cassis et Mélisse (Saint-Damien-de-Buckland)
- Fromagerie Bergeron (Saint-Antoine-de-Tilly)
- Fromagerie de l'Île-aux-Grues (Saint-Antoine-de-l'Isle-aux-Grues)
- Fromagerie La petite Irlande (Weedon)
- Fromagerie P'tit Plaisir (Saint-Gérard, Weedon)
- Fromagerie Port-Joli (Saint-Jean-Port-Joli)
- Jac le chèvrier (Saint-Flavien)
- Fromagerie La Bourgade (Thetford Mines)
- Fromagerie Gilbert (Saint-Joseph-de-Beauce)
- Fromagerie La pépite d'Or (St-Georges de beauce)

## Estrie
- Caitya du caprice caprin (Cookshire-Eaton (Sawyerville))
- Ferme Saint-Raphaël
- Fromagerie de l'abbaye de Saint-Benoît-du-Lac (Saint-Benoît-du-Lac)
- Laiterie de Coaticook (Coaticook)
- Fromagerie La Station (Compton)
- Les fromages La Chaudière inc. (Lac-Mégantic)
- Fromagerie St-George ( st-George-de-Windsor)

## Lanaudière
- Fromagerie Champêtre (Le Gardeur)
- Fromagerie du champ à la meule (Notre-Dame-de-Lourdes)
- Fromagerie Domaine féodal (Berthier)
- Fromagerie La Suisse normande (Saint-Roch-de-l'Achigan)
- Fromagerie La Vallée verte 1912 ( Saint-Jean-de-Matha)

## Laurentides et Laval
- Fromagerie Le P'tit train du Nord (Mont-Laurier)
- Les Fromagiers de la table ronde (Sainte-Sophie)
- Fromagerie du Vieux-Saint-François (Laval)
- Le troupeau bénit (Brownsburg-Chatham)
- Fromagerie Marie Kadé (Boisbriand)

## Montérégie
- Agropur (Saint-Hyacinthe)
- Ferme Diodati (Les Cèdres)
- Ferme Mes petits caprices (Saint-Jean-Baptiste)
- Fromagerie Au gré des champs (Saint-Jean-sur-Richelieu)
- Fromagerie Damafro[1] (Saint-Damase)
- Fromagerie des Cantons (Farnham)
- Fromagerie Fritz Kaiser (Noyan)
- Fromagerie Le Métayer (Napierville)
- Fromagerie Ruban Bleu (Mercier)
- Fromages Riviera (Sorel-Tracy)
- Ferme Les Capriotes (Saint-Denis-sur-Richelieu)
- Fromagerie Qualité Summum (Saint-Alphonse-de-Granby)
- Ferme Bord des Rosiers (Saint-Aimé)
- Chèvrerie de Monnoir (Sainte-Angèle-de-Monnoir)
- Fromagerie Missiska (Bedford)
- Fromagerie Cornes et Sabots (Notre-Dame-de-Stanbridge)

## Québec, Portneuf et Mauricie
- Ferme Caron (Saint-Louis-de-France)
- Fromagerie Alexis de Portneuf -  Saputo (Saint-Raymond-de-Portneuf)
- Fromagerie des Grondines (Grondines)
- Fromagerie Baluchon (Sainte-Anne-de-la-Pérade)
- Saputo (Saint-Raymond)
- Fromages de l'Isle d'Orléans (Sainte-Famille)
- Fromagerie Les Rivières (Québec)

## Saguenay-Lac-Saint-Jean
- Fromagerie Perron (Saint-Prime)
- Fromagerie Boivin (La Baie)
- Fromagerie Blackburn (Jonquière)
- Fromagerie Médard (Saint-Gédéon)

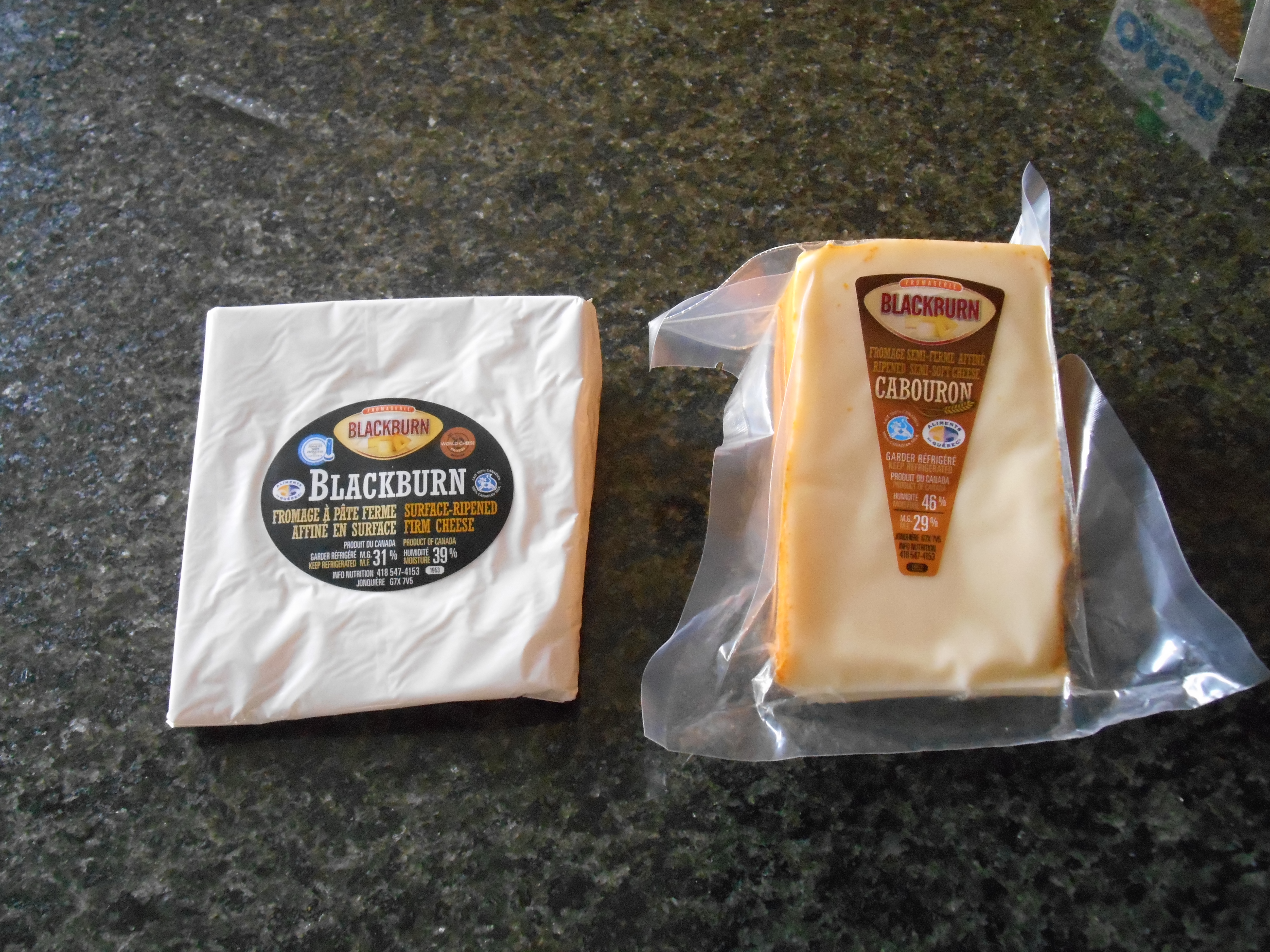
Le Blackburn et le Cabouron

- Fromagerie Ferme des chutes (Saint-Félicien)
- Fromagerie Lehmann (Hébertville)
- Fromagerie Au pays des bleuets (Saint-Félicien)
- Fromagerie Saint-Laurent (Saint-Bruno)
- Fromagerie L'autre versant (Hébertville)
- La Normandinoise (Normandin)

## Outaouais
- Fromagerie Les Folies Bergères (Thurso)
- Ferme Floralpe (Papineauville)
- Fromagerie Montebello (Montebello)
- La Trappe à fromage (Gatineau)